# 롯데지알에스
롯데지알에스(영어: LOTTE GRS)는 대한민국의 프랜차이즈 기업이다.
롯데리아, 엔제리너스, 빌라드샬롯, 더푸드하우스, 크리스피 크림 도넛, 두투머스함박 등을 운영하고 있기도 하다.

## 사업본부
- 햄버거사업부 - 롯데리아, 일본 버거킹 운영
- 커피사업부 - 엔제리너스 운영
- KKD사업부 - 크리스피 크림 도넛 운영
- 레스토랑사업본부 - 빌라드샬롯 및 더푸드하우스,플레:이팅 등 컨세션사업 운영

## 같이 보기
- CJ푸드빌
- GFFG
- 신화푸드
- 이랜드이츠
- 한화푸드테크